# Cmentarz w Honiatyczach
Cmentarz w Honiatyczach – nekropolia w Honiatyczach, utworzona początkowo na potrzeby miejscowej ludności unickiej w II poł. XIX w., współcześnie użytkowana przez rzymskich katolików.

## Historia i opis
Cmentarz powstał w II poł. XIX w. na potrzeby parafii unickiej, następnie w 1875 r., po erygowaniu nowej parafii prawosławnej, powstałej wskutek likwidacji unickiej diecezji chełmskiej stał się nekropolią prawosławną.  Po opuszczeniu go w związku z wysiedleniami prawosławnych Ukraińców został przejęty przez katolików. Najstarszy zachowany nagrobek – prawosławny – pochodzi z 1901 r. Na cmentarzu wciąż dokonuje się pochówków.
Na początku lat 90. XX wieku na terenie nekropolii zachował się tylko 1 kamienny nagrobek sprzed 1945 r. Był to postument z oberwanym krzyżem, dekorowany płytą z wielostopniowym gzymsem uskokowym i trójkątnym tympanonem. Inskrypcja na nagrobku wykonana została w języku cerkiewnosłowiańskim. Występują tu również współczesne rzeźby religijne miejscowego rzemieślnika Mariana Nizio. Wokół cmentarza rosną lipy.